# 穆罕默德·阿尔·扎罗尼
穆罕默德·阿尔·扎罗尼（阿拉伯语拉丁转写：Mohamed Abdelkarim Mohamed Ismail Al Zarouni，1972年2月6日—），全名穆罕默德·阿布德卡里姆·穆罕默德·伊斯梅尔·阿尔·扎罗尼 ，也被译为穆罕默德·卡里姆·扎罗尼，阿联酋足球裁判，2002年成为FIFA国际足球裁判。
扎罗尼执法经验非常丰富。他执法过的重要赛事有亚洲冠军联赛、亚洲足协杯、酋长杯、泛阿拉伯运动会、亚运会、海湾国家杯。 2012年亚洲冠军联赛北京国安与蔚山现代的比赛中，扎罗尼将手球的张辛昕直接红牌罚下，有中国媒体因而认为他执法严厉。